# Sandra Hess
Sandra Hess (ur. 27 marca 1968 w Zurychu) – szwajcarsko-amerykańska aktorka filmowa i telewizyjna.
Występowała w roli agentki Sonyi Blade w sequelu Mortal Kombat 2: Unicestwienie. Zagrała również w produkcjach takich jak: Nick Fury, CSI: Kryminalne zagadki Las Vegas, oraz Wysoka fala.